# 普里斯特菲尔德球场
普里斯特菲尔德球场（Priestfield Stadium），是一座位于英国肯特郡吉灵厄姆的足球场，通常简称“普里斯特菲尔德”，由于赞助商冠名的关系，自2007年6月1日起又称“KRBS普里斯特菲尔德球场”。自1893年启用以来，这座球场一直是吉林汉姆足球俱乐部的主场，此外在1997年至1999年也曾被布莱顿足球俱乐部租为其临时主场。球场还承办女子及青年足球的国际比赛。
20世纪末，普里斯特菲尔德球场经过改造，取消站席，容量从接近20000人降至现有的11582人。目前球场拥有四面全坐席看台，均为1997年之后所建，但其中一面属于临时看台。球场还带有会议与宴会中心，以及一家夜总会。尽管为这座球场花费巨资，作为球场首要使用者的吉林汉姆俱乐部仍计划更换新主场。

## 历史

### 19世纪
吉林汉姆足球俱乐部的前身是新布朗普顿足球俱乐部（New Brompton Football Club），于1893年6月成立。与此同时，俱乐部的创办者通过发行1500股、每股为1英镑的股票，募集资金在吉灵厄姆购买了一块地皮，筹建俱乐部的主场。 不同资料对于是球场因所在的普里斯特菲尔德路而得名，还是路因球场而得名 存在不同的说法；如果是后一种情况，那么球场名称的来源就不得而知了。俱乐部在购得的地皮上开辟出一片草坪，并搭起一个顶棚，于1893年9月2日在这里举行了首场比赛。对阵双方是新布朗普顿预备队与格雷斯竞技。紧接着又举行了新布朗普顿一线队历史上的首场比赛，对手是伍利奇阿森纳（现阿森纳的前身）预备队。比赛门票价格为3便士，可观看两场比赛。 报纸上一篇关于这两场球赛的报道中提到，新布朗普顿俱乐部近期刚刚又购入1.75英亩（约合7082平方米）的土地，并且与承包商签署合同，建造一面拥有500个座位的看台。 与当时大多数的足球场一样，在普里斯特菲尔德，观众们均站在阶梯看台或土坡上，或者直接站在场边来观看比赛。 为了筹集维持俱乐部日常运营所需的资金，新布朗普顿还利用球场举办其他活动，诸如男士音乐会（smoking concerts）、庆典、田径比赛和女足比赛等。此外，按照当时的惯例，在工作日还允许绵羊到场内吃草。 1899年，球场靠近戈登路一侧建立起第二面看台。据报道，这面看台是通过给下班的码头工人提供烟酒，换取他们的劳动建设起来的。

### 20世纪初至20世纪80年代

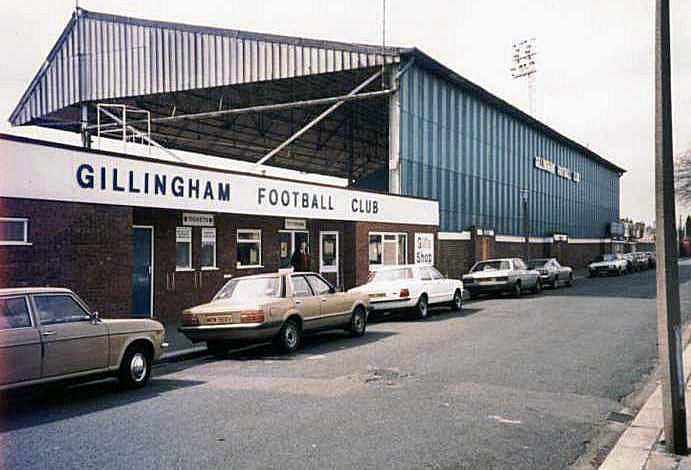
20世纪80年代中期主看台的外观

截至1908年，普里斯特菲尔德球场的座位数已增至800，球场的雷恩汉姆端筑起一个新的站式看台。1912年，俱乐部首个球迷协会成立，首件工作便是募集资金在球场另一端也筑起站式看台。 两年后，已于1913年更名为吉林汉姆的俱乐部获得了1570英镑的银行贷款，用于建设球场的主看台。但主看台完工一个月后便遭强风袭击，致使顶棚被掀翻，金属结构也被严重扭曲。俱乐部与承包商进行交涉，三个月后才将看台修复。
1924年英格兰足总杯比赛上，吉林汉姆在普里斯特菲尔德球场迎战当时第一级别联赛中的上游球队卡迪夫城。比赛吸引了19472名球迷到现场观看，刷新了这座球场的观众人数纪录。 这项纪录一直保持到1948年才被打破。那年有23002名球迷在现场观看了吉林汉姆与女王公园巡游者的足总杯比赛，此外还有许多球迷未能获准入场。 同年，已经远离英格兰足球联赛10年的吉林汉姆俱乐部印制了一份宣传册，谋求被重新选入联赛。宣传册中将普里斯特菲尔德球场的设施作为俱乐部的优势之一进行重点展示，称球场容量为2.5万至3万人，并且已经起草一项计划，准备将容量提高至5万人，其中坐席5000个。
1955年，球场经历了迄今为止最全面的一次改造，总计耗资28500英镑。原来倾斜的场地被修平，戈登路一侧的站式看台被替换，雷恩汉姆端与戈登路看台之间建起了新的带屋顶建筑。 1963年，球场添加了首批照明灯，耗资超过14000英镑。但此后30年内，球场却再无大型改建或扩建工程。 20世纪80年代初，球场容量为2.2万人。 后来由于安全原因，戈登路看台被关闭，球场容量则降至1.9万人。

### 20世纪末至今
1995年，保罗·斯卡利接手吉林汉姆俱乐部，并很快提出一项全面改造球场的计划。1997年，耗资逾两百万英镑的新戈登路看台建成。两年后，雷恩汉姆端的站式看台被全坐席看台取代，而看台背面的体育中心则改建为停车场。 同年，球场北面的主看台以及一片客队站式看台被推倒重建。由于重建工程进展十分缓慢，第二个赛季的大部分时间里，比赛只能在缺少主看台的情况下进行。直到1999－2000赛季末，球迷们才重新回到主看台，而当时看台上许多设施还不完备。 由于实际造价远高于预算，主看台的重建给俱乐部带来了巨大的财政压力。
第四面看台于2003年进行重建，原有的站式看台被推翻，建起一面临时看台，并命名为“布赖恩·穆尔看台”。布赖恩·穆尔是一名足球评论员以及吉林汉姆球迷。这面看台曾被规划为永久看台，但由于俱乐部的财政困难以及存在搬迁主场的可能，最终还是被建为临时看台。
2007年6月1日，俱乐部与肯特信任建筑社团（KRBS）签署价值每年12万英镑的赞助协议，后者获得三年的球场冠名权。因此，球场更名为KRBS普里斯特菲尔德球场。

## 结构与设施

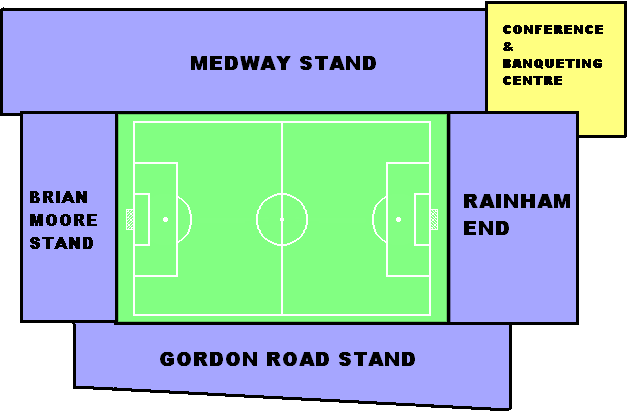
体育场平面图
MEDWAY STAND：梅德韦看台
RAINHAM END：雷恩汉姆端
GORDON ROAD STAND：戈登路看台
BRIAN MOORE STAND：布赖恩·穆尔看台
黄色区域为会议与宴会中心

普里斯特菲尔德球场被四面全坐席的看台环绕，从北面起、沿着顺时针方向分别是：梅德韦看台、雷恩汉姆端、戈登路看台以及布赖恩·穆尔看台。除布赖恩·穆尔看台外，其余三面看台均有顶棚。梅德韦看台取代了原有的主看台及两端的部分站式看台，位于球场北侧，是四面看台中最大的。它分为两层，上下层之间设有20间包厢。更衣室、医疗室、俱乐部办公室与俱乐部商店也位于这一看台。 雷恩汉姆端位于球场东侧球门后方，于1999年启用，可容纳2400名球迷。这面看台延续了它所处原址的站式看台作为俱乐部最铁杆球迷聚集区的传统。 可容纳2600名球迷的戈登路看台于1997年启用，与梅德韦看台相对，坐落在球场南侧。根据设计需求，这面看台有高度限制，因此明显矮于另三面看台。受背面道路的影响，此看台西端窄于东端。 另外，这面看台顶棚上架设有安放电视摄像机的装置。

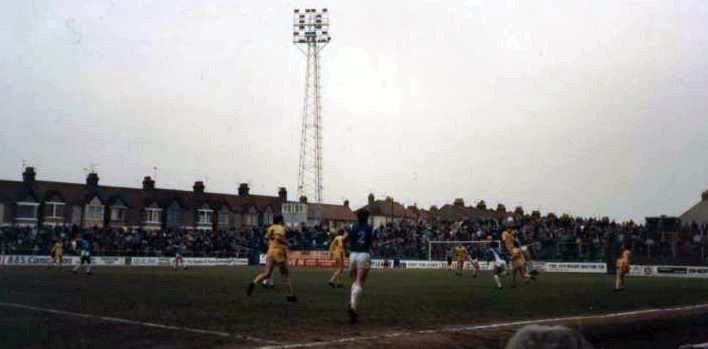
从这张20世纪80年代的照片中可以明显看出城镇端看台的坡度

雷恩汉姆端的对面是临时性的布赖恩·穆尔看台，用于容纳客队球迷。 这里原来是城镇端的站式看台，其特点是具有明显的坡度，看台一端高于另一端。1955年改造时，这一端的球场被平整，而看台则保留了原来的坡度。 球场2003年建造布赖恩·穆尔看台时的状况给俱乐部带来了不少麻烦，一些比赛被迫推迟。 当时的球场被形容为“刚犁过的田”。 赛季末，旧看台已被拆除，为建筑设备进入球场提供了方便，俱乐部很快更换了排水系统，使球场面貌焕然一新。 建设新看台的同时，球场还新增了包括会议与宴会中心在内的附属设施。

## 未来
吉林汉姆主席保罗·斯卡利明确表示他计划将俱乐部的主场由现在的普里斯特菲尔德球场迁往别处。2003年9月，他曾评论说，“俱乐部在普里斯特菲尔德没有未来”。 2004年，俱乐部提出在库克斯顿建造新球场的方案，不过由于需要斥巨资改善新址的交通状况，这一方案很快被放弃，但保罗·斯卡利表示俱乐部希望在四年内迁移主场。 然而，2007年初他又宣布将迁移时间推迟到2010年8月。 假如吉林汉姆俱乐部最终真的迁移主场，普里斯特菲尔德球场预计会改建为住宅。
尽管存在迁移主场的计划，吉林汉姆俱乐部仍与梅德韦管理当局一起，争取将普里斯特菲尔德球场推广为2012年夏季奥林匹克运动会的运动员训练基地。

## 其他用途
2006年4月，普里斯特菲尔德球场承办了英格兰主场对阵奧地利的女足世界杯预选赛。到场观众人数为8068人，高于该赛季吉林汉姆主场比赛的平均上座率。 这座球场还承办过英格兰青年队的比赛。
普里斯特菲尔德球场偶尔也成为吉林汉姆之外球队的主场。1895年，伍利奇阿森纳的主场因足球流氓事件而被英足总强制关闭五个星期，因此，阿森纳与伯顿雨燕的联赛比赛被放在普里斯特菲尔德举行。 一个世纪后，在1997－1998和1998－1999两个赛季，布莱顿由于将自己的主场金石球场出售给开发商，就与吉林汉姆签订了球场共用协议，将临时主场设在普里斯特菲尔德。 这项协议是在布莱顿与其邻近的朴茨茅斯商讨类似协议失败后达成的。 在那两个赛季，布莱顿球迷每看一场主场比赛要往返240千米。后来，吉林汉姆与布莱顿两家俱乐部由于在租金上出现分歧，产生了纠纷，直到2001年才达成庭外和解。
球场的雷恩汉姆端侧后方设有会议与宴会中心，包括一个能容纳600人的大礼堂以及20个小房间。 中心与梅德韦看台相连，从宴会套房里能够看到球场。 该中心还拥有举办婚礼的执照。 梅德韦看台内设有一家名为“藍調搖滾咖啡馆”的夜总会，每周四、五、六晚营业，现场有音乐演唱，同时有电视播放主要体育赛事。

## 纪录
普里斯特菲尔德球场历史上观众人数最多的比赛出现在1948年1月10日，英格兰足总杯第三轮，吉林汉姆主场对女王公园巡游者，共有23002名球迷在现场观看。 而联赛中观众人数最多的比赛则是1950年9月2日吉林汉姆对阵米尔沃尔的第三级别联赛（南区）比赛，现场球迷达20128人。 球场改成全坐席后的观众人数最高纪录为11418人，出现在2003年9月20日与西汉姆联的英甲比赛上。
普里斯特菲尔德球场赛季场均观众人数（只计联赛）最高纪录是吉林汉姆1951－1952赛季的场均12576人。 而在最低纪录方面，吉林汉姆的纪录是1994－1995赛季的场均2979人， 但布莱顿在普里斯特菲尔德期间创造过更低的纪录，他们1997－1998赛季平均每场联赛仅有2328人到现场观看。

## 交通
普里斯特菲尔德球场距吉灵厄姆火车站约两千米。该火车站位于东南铁路公司的伦敦维多利亚车站至多佛尔修道院车站及拉姆斯盖特车站的铁路干线上，同时也是通往伦敦查令十字车站的北肯特线的终点站。球场未向球迷提供停车设施，并且球场周边的街道在比赛日仅允许本街区居民停车。因此，开车到球场的球迷只能将车停放在距离球场较远的地方。 2007－2008赛季，俱乐部启用新方案，让球迷将车停在距离球场近两千米处，然后可免费乘坐俱乐部提供的汽车抵达球场。 保罗·斯卡利将停车问题列为需要新球场的重要原因之一。